# Università del Dakota del Nord
L'University of North Dakota (UND) è un'università pubblica con sede a Grand Forks, Dakota del Nord. L'università fu istituita nel 1883 dall'Assemblea del Territorio del Dakota, sei anni prima che fosse istituito lo stato federato del Dakota del Nord. La UND è l'università più grande e antica dello Stato federato e conta più di 14 000 iscritti. Sin dalla sua fondazione la UND ha forti fondamenta nelle arti liberali. La UND offre una varietà di programmi professionali e di specializzazione, comprese le uniche scuole di diritto e di medicina dello Stato. La UND è nota per la sua Facoltà di Scienze Aerospaziali che addestra piloti d'aerei provenienti da tutto il mondo. La UND è inoltre sovvenzionata dal programma spaziale degli Stati Uniti.
Circa la metà del corpo studentesco proviene dal Dakota del Nord. La UND ha un forte impatto economico sull'economia dello Stato ed è il più importante datore di lavoro della regione. La UND è specializzata in scienze aerospaziali, della salute, della nutrizione, dell'energia e della protezione ambientale, e nella ricerca ingegneristica. Il campus della UND ospita diversi istituti di ricerca tra cui il Centro di Ricerca sull'Energia e l'Ambiente (EERC), la Scuola di Medicina e di Scienze della Salute e il Centro di Ricerca in Nutrizione Umana del Dipartimento dell'Agricoltura degli Stati Uniti d'America (USDA). Il team maschile di hockey ha vinto otto campionati nazionali e gioca nella Ralph Engelstad Arena. Le squadre sportive competono nella Division I.

## Storia

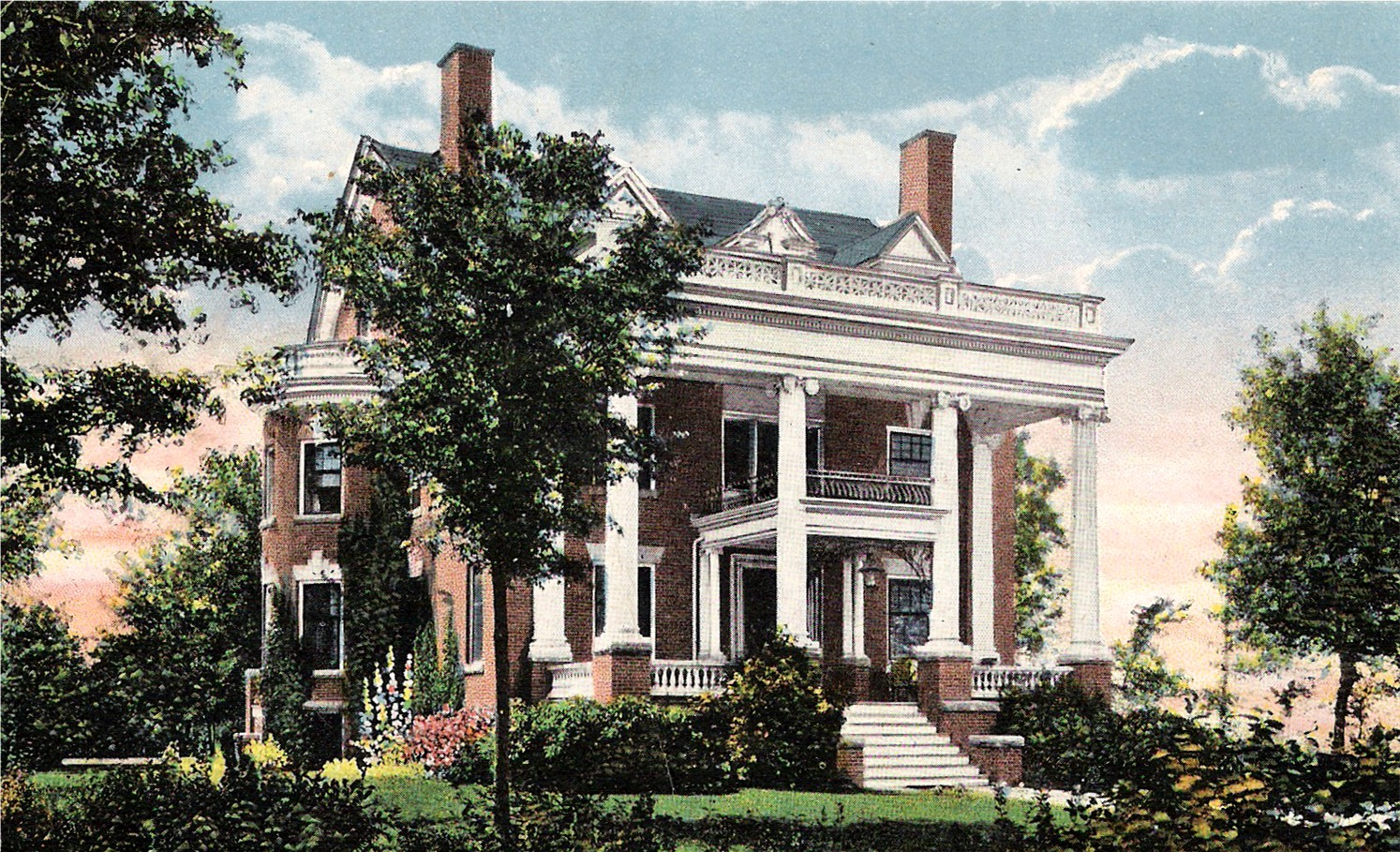
La casa del Rettore.

### Fondazione
La UND è stata fondata nel 1883, sei anni prima che il Dakota del Nord diventasse uno Stato federale. George H. Walsh, nativo di Grand Forks, propose un disegno di legge alla legislatura territoriale del Territorio del Dakota che prevedeva l'istituzione della nuova università nella sua città natale. Le prime lezioni si tennero l'8 settembre 1884. Il primo edificio della UND, l'Old Main, ospitava le aule, gli uffici, un dormitorio e una biblioteca. Agli inizi il terreno di proprietà della UND consisteva di pochi acri circondati da fattorie e campi. All'epoca il campus era situato a circa due miglia a ovest del centro di Grand Forks. Per raggiungere l'università gli studenti che vivevano fuori dal campus dovevano prendere il treno o una carrozza-autobus, soprannominato il "Black Maria".

### XX secolo

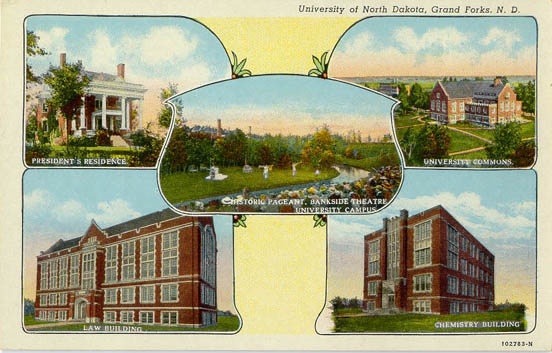
Il campus all'inizio del XX secolo.

Con l'avvento del nuovo secolo furono costruiti altri edifici nel campus e l'università venne collegata al centro della crescente città di Grand Forks con un servizio tramviario. Tuttavia la vita accademica subì diverse interruzioni di rilievo. Nel 1918 la UND fu l'istituzione più colpita nel paese dall'epidemia di influenza che nel solo Dakota del Nord provocò la morte di 1400 persone. Nello stesso anno le lezioni furono sospese per permettere al campus di diventare una base militare per i militari della prima guerra mondiale. Durante la Grande depressione la UND fornì alloggio gratuito agli studenti disposti a fare lavori manuali nel campus. Il "Camp Depression", come venne chiamato, consisteva di vagoni ferroviari di servizio che ospitavano otto studenti di sesso maschile ciascuno. Gli studenti del "Camp Depression" non ricevevano pasti regolari e dovevano spesso accontentarsi degli avanzi, tuttavia un certo numero di cittadini di Grand Forks aprì la porta della propria casa per sfamare questi giovani.
Dopo la seconda guerra mondiale il numero di iscrizioni crebbe rapidamente raggiungendo i 3000 iscritti e venne costruito un gran numero di nuovi alloggi e di edifici accademici. Negli anni cinquanta nacque la tradizione dei Fighting Sioux. Negli anni sessanta e settanta si verificarono molte proteste studentesche; la più grande ebbe luogo nel maggio 1970, quando più di 1500 studenti si riunirono per protestare contro la sparatoria della Kent State. Nel 1975 le iscrizioni raggiunsero il record di 8500 studenti. Negli anni settanta fu istituita la Scuola di Scienze Aerospaziali D. John Odegard. Gli anni ottanta e novanta furono un periodo di crescita per la UND, tuttavia, nel 1977, la devastante esondazione del Red River sommerse diversi edifici del campus e costrinse la sospensione delle lezioni per la restante parte dell'anno accademico.

### XXI secolo
L'inizio del XXI secolo è stato caratterizzato dall'apertura di due nuovi complessi sportivi: la Ralph Engelstad Arena, utilizzata per le partite di hockey, e l'Alerus Center, utilizzato per il football americano, aperto nel 2001. Negli ultimi anni milioni di dollari sono stati investiti nella progettazione, costruzione e ristrutturazione del paesaggio del campus. Al fine di implementare e migliorare l'offerta di strutture studentesche nel campus, la UND ha di recente costruito un centro benessere, un parcheggio e un innovativo complesso residenziale. I problemi che la UND deve affrontare oggi includono lo spostamento di tutto il suo dipartimento sportivo nella Division I, le proteste riguardanti il soprannome Fighting Sioux, la diminuzione del numero di potenziali studenti e la ricerca di nuovi contributi e finanziamenti esterni.

## Istituzione

### Organizzazione
La University of North Dakota ha dieci divisioni accademiche:
- John D. Odegard School of Aerospace Sciences
- College of Arts and Sciences
- College of Business and Public Administration
- College of Education and Human Development
- School of Engineering and Mines
- Graduate School
- School of Law
- School of Medicine and Health Sciences
- College of Nursing
- Division of Continuing Education

Complessivamente la UND offre 89 corsi di laurea di primo grado, 63 corsi di laurea complementari, 57 master, 23 dottorati, due programmi professionali (medicina e diritto), e un corso di diploma di specializzazione in leadership educativa. La UND dispone anche di un programma interdisciplinare che permette agli studenti di ottenere una laurea in qualsiasi corso di studi. L'università offre anche lezioni e corsi di laurea on-line aperti agli studenti in tutta la nazione e nel mondo. La UND è una delle sole 47 università pubbliche degli Stati Uniti con una scuola di legge e di medicina entrambe accreditate. Quasi tutti i professori detengono una laurea del più alto livello nel loro campo di studi.